# Arthur Sullivan

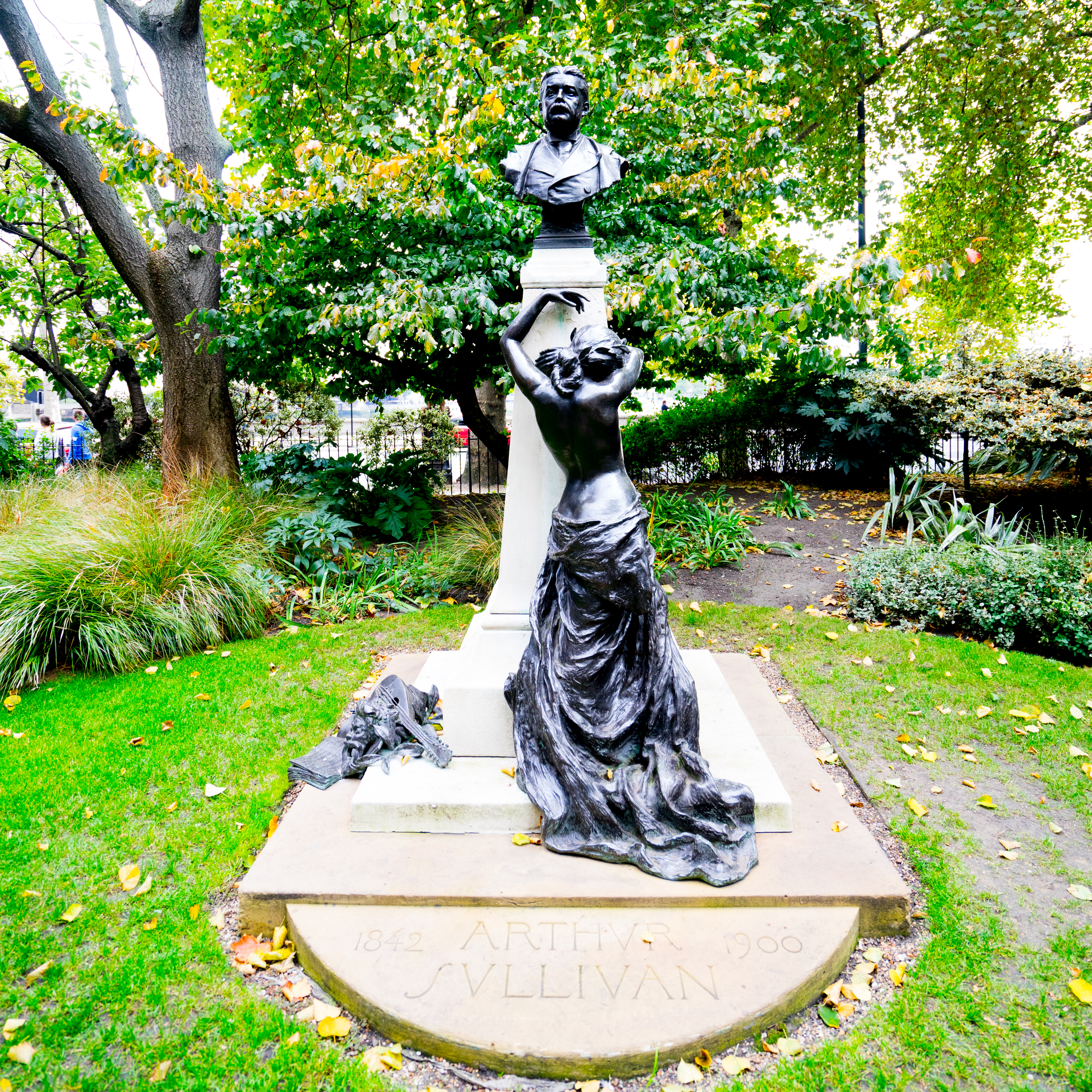
Memorial voor Sir Arthur Sullivan in Londen

Arthur Seymour Sullivan (Lambeth, Londen, 13 mei 1842 – Londen, 22 november 1900) was een Brits componist. Sinds 1883 mocht hij zich Sir Arthur Seymour Sullivan noemen.

## Levensloop
Van 1856 tot 1858 studeerde hij aan de beroemde Royal Academy of Music in Londen. Aansluitend studeerde hij aan het Conservatorium in Leipzig en hij kwam in 1861 weer terug naar Londen. Met zijn examenwerk, een inleidend muziekstuk voor het toneelstuk The Tempest van William Shakespeare, oogstte hij in Engeland groot succes.
Al spoedig verkreeg hij een reputatie als componist van ballades en (kunst-)liederen en hij kreeg een baan als organist in de West End Church.
Sullivan schreef voornamelijk opera's, veelal op libretto's van W. S. Gilbert. Veel opera's van 'Gilbert en Sullivan', zoals H.M.S. Pinafore en The Pirates of Penzance, zijn legendarisch geworden. Hun grootste succes was echter The Mikado uit 1885.
Hij componeerde ook ballet- en toneelmuziek, oratoria en liederen. Van dit laatste genre is Onward, Christian Soldiers uit 1872 een werk dat nog altijd vele mensen aanspreekt. Van verschillende werken bestaan er ook bewerkingen voor harmonieorkest en brassband, zoals Entrance and March of the Peers, Ouverture "Di Ballo", Ouverture tot de Operette "Her Majesty's Ship (HMS) Pinafore (of: The Lass that Loved a Sailor)", Ouverture tot de opera "Iolanthe (of: The Peer and the Peri)", Ouverture tot de operette "Patience (of: Bunthorne's Bride)", Ouverture tot de opera "The Pirates of Penzance (of: The Slave of Duty)", Selectie uit de opera "The Mikado (of: The Town of Tipitu)"', Ouverture tot de opera "The Yeoman of the Guard (of: The Merryman and His Maid)".

## Composities

### Orkestwerken
- Overture in D (1858)
- Overture "The Feast of Roses" (1860)
- Procession March (1863)
- Princess of Wales's March (1863) (Om prinses Alexandra van Denemarken als bruid van de prins of Wales, de latere koning Eduard VII van het Verenigd Koninkrijk welkom te heten)
- Symphony in E de "Ierse symphonie" (1866)
- Overture in C, "In Memoriam" (1866)
- Concerto for Cello and Orchestra (1866)
- Overture "Marmion" (1867)
- Overture "Di Ballo" (1870)
- Ode for the Opening of the Colonial and Indian Exhibition (1886)
- Ode for the Laying of the Foundation Stone of The Imperial Institute (1887)
- Imperial March (1893)
- "Absent-Minded Beggar" March (1899)

### Diversen
- The Tempest (1863)
- The Merchant of Venice (1871)
- The Merry Wives of Windsor (1874)
- Henry VIII (1877)
- Macbeth (1888)
- Tennysons The Foresters (1892)
- J. Comyns Carrs King Arthur (1895)

### Muziektheater

#### Opera's/Operettes
| Voltooid in | titel                                                                                | aktes   | première | libretto                                         |
| ----------- | ------------------------------------------------------------------------------------ | ------- | --- | ------------------------------------------------ |
| 1862-1863   | The Sapphire Necklace                                                                | 4 aktes | niet uitgevoerd                                                                                                   | Henry F. Chorley                                 |
| 1866        | Cox and Box (of: The Long-Lost Brothers)                                             | 1 akte  | 11 mei 1867, Londen, Adelphi Theatre                                                                              | Francis Cowley Burnand naar John Maddison Morton |
| 1867        | The Contrabandista (of: The Law of the Ladrones)                                     | 2 aktes | 18 december 1867, Londen, St. George's Hall                                                                       | Francis Cowley Burnand                           |
| 1871        | Thespis (of: The Gods Grown)                                                         | 2 aktes | 23 december 1871, Londen, Gaiety Theatre                                                                          | William Schwenck Gilbert                         |
| 1875        | Trial by Jury                                                                        | 1 akte  | 25 maart 1875, Londen, Royalty Theatre                                                                            | William Schwenck Gilbert                         |
| 1875        | The Zoo                                                                              | 1 akte  | 5 juni 1875, Londen, St. James's Theatre                                                                          | Benjamin Charles Stephenson                      |
| 1877        | The Sorcerer                                                                         | 2 aktes | 17 november 1877, Londen, Opéra Comique                                                                           | William Schwenck Gilbert                         |
| 1878        | Her Majesty's Ship (HMS) Pinafore (of: The Lass that Loved a Sailor)                 | 2 aktes | 25 mei 1878, Londen, Strand Theatre                                                                               | William Schwenck Gilbert                         |
| 1879        | The Pirates of Penzance (of: The Slave of Duty)                                      | 2 aktes | 30 december 1879, Paignton; 31 december 1879, New York, Fifth Avenue Theatre; 3 april 1880, Londen, Savoy Theatre | William Schwenck Gilbert                         |
| 1881        | Patience (of: Bunthorne's Bride)                                                     | 2 aktes | 23 april 1881, Londen, Opéra Comique                                                                              | William Schwenck Gilbert                         |
| 1882        | Iolanthe (of: The Peer and the Peri)                                                 | 2 aktes | 25 november 1882, Londen, Savoy Theatre                                                                           | William Schwenck Gilbert                         |
| 1884        | Princess Ida (of: Castle Adamant)                                                    | 3 aktes | 5 januari 1884, Londen, Savoy Theatre                                                                             | William Schwenck Gilbert naar Alfred Tennyson    |
| 1885        | The Mikado (of: The Town of Tipitu)                                                  | 2 aktes | 14 maart 1885, Londen, Savoy Theatre                                                                              | William Schwenck Gilbert                         |
| 1887        | Ruddigore (of: The Witch's Curse)                                                    | 2 aktes | 22 januari 1887, Londen, Savoy Theatre                                                                            | William Schwenck Gilbert                         |
| 1888        | The Yeoman of the Guard (of: The Merryman and His Maid)                              | 2 aktes | 3 oktober 1888, Londen, Savoy Theatre                                                                             | William Schwenck Gilbert                         |
| 1889        | The Gondoliers (of: The King of Barataria)                                           | 2 aktes | 7 december 1889, Londen, Savoy Theatre                                                                            | William Schwenck Gilbert                         |
| 1891        | Ivanhoe                                                                              | 3 aktes | 31 januari 1891, Londen, Royal English Opera House                                                                | Julian Russell Sturgis naar Walter Scott         |
| 1892        | Haddon Hall                                                                          | 3 aktes | 24 september 1892, Londen, Savoy Theatre                                                                          | Sydney Grundy                                    |
| 1893        | Utopia Limited (of: The Flowers of Progress)                                         | 2 aktes | 7 oktober 1893, Londen, Savoy Theatre                                                                             | William Schwenck Gilbert                         |
| 1894        | The Chieftain; nieuwe bewerkung van The Contrabandista (of: The Law of the Ladrones) | 2 aktes | 1894, Londen | Francis Cowley Burnand                           |
| 1896        | The Grand Duke (of: The Statutory Duel)                                              | 2 aktes | 7 maart 1896, Londen, Savoy Theatre                                                                               | William Schwenck Gilbert                         |
| 1898        | The Beauty Stone                                                                     | 2 aktes | 28 mei 1898, Londen, Savoy Theatre                                                                                | Arthur Wing Pinero en Comyns Carr                |
| 1899        | The Rose of Persia (of: The Story-teller and the Slave)                              | 2 aktes | 29 november 1899, Londen, Savoy Theatre                                                                           | Basil Hood                                       |
| 1901        | The Emerald Island (of: The Caves of Carrig-Cleena); voltooid door Edward German     |         | 27 april 1901, Londen, Savoy Theatre                                                                              | Basil Hood                                       |

#### Balletten
| Voltooid in | titel                       | aktes    | première                              | libretto | choreografie |
| ----------- | --------------------------- | -------- | ------------------------------------- | -------- | ------------ |
| 1864        | L'Île Enchantée             | 2 aktes  | 16 mei 1864, Londen                   |          |              |
| 1894        | Victoria and Merrie England | 8 scènes | 25 mei 1897, Londen, Alhambra Theatre |          | Carlo Coppi  |

### Koormuziek
- Kenilworth (1864)
- The long day closes (1868)
- On Shore and Sea (1871)
- Festival Te Deum (1872)
- Onward Christian Soldiers (St. Gertrude-tune) (1872)
- The Light of the World (1873)
- The Martyr of Antioch (1880)
- The Golden Legend (1886)
- Jubilee Hymn (1897) - tekst: Bisschop van Wakefield
- Te deum laudamus (1902; postuum opgevoerd)